# Floresta Nacional do Trairão
A Floresta Nacional do Trairão (FLONA do Trairão) é uma Unidade de Conservação situada no estado do Pará, Brasil. Está inserido na categoria de Unidade de Conservação de Uso Sustentável, com instância responsável federal .

## Criação
Criada em 2006 pelo Decreto s/nº, de 13 de fevereiro de 2006, a criação da FLONA ocorreu com os objetivos básicos de proteger a diversidade biológica, disciplinar o processo de ocupação e assegurar a sustentabilidade do uso dos recursos naturais .
Trairão foi criada em 2006 dentro de um pacote de medidas para conter o desmatamento ao longo da BR-163, rodovia federal que estava sendo asfaltada e trazia mais movimento e olhares desenvolvimentistas para a região.

## Informações geográficas
Com uma área de 257.482,00 de hectares, a Floresta Nacional situa-se no bioma amazônico e sua jurisdição legal está vinculada à Amazônia Legal .
Os município(s) do Pará no(s) qual(is) incide a Unidade de Conservação,e as suas respectivas correspondências de quanto englobam a UC, são :
- Rurópolis - 22,96%
- Trairão - 69,48%
- Itaituba - 7,56%

## Características biológicas

### Fitofisionomia
As vegetações predominantes local são: Floresta Ombrófila Aberta e Floresta Ombrófila Densa Presentes no bioma aamazônico, as vegetações caracterizam-se pela vegetação de folhas largas e perenes e por chuvas abundantes e frequentes .

### Bacia hidrográfica
A UC possui território total na Bacia Hidrográfica do Tapajós, com 97,59 % do total, e na Bacia Hidrográfica do Xingu (2,41 % do total) .

### Bioma
A UC possui sua área total inserida no bioma amazônico .

### Fauna e flora
Por ser uma região de transição entre a Floresta Ombrófila Densa e a Floresta Ombrófila Aberta, apresenta uma rica biodiversidade. Por exemplo, duas espécies registradas no ZEE da BR-163 estão na lista de espécies ameaçadas de extinção, sendo a Bowdichia nitida H.B.K. (sucupira) e Bertholletia excelsa HBK (castanheira). Ambas tem ocorrência na Flona do Trairão e contam com o desafio de permanência e perpetuação da espécie pela comercialização ilegal da madeira .

### Gestão
Criado em 2009, o conselho é consultivo, podendo, junto ao órgão gestor (ICMBIO) Instituto Chico Mendes de Conservação da Biodiversidade, acompanhar a elaboração, a implantação e a revisão do Plano de Manejo (Lei 9985/00 art. 18. § 5° e decreto 4340/02 art. 20 inciso II). O conselho consultivo pode também opinar sobre contratações e os dispositivos do termo de parceria com Organizações da sociedade civil de interesse público (Oscip) .

## Plano de manejo
A Floresta Nacional do Trairão conta com um Plano de Manejo, elaborado em 2010. Em tal volume mais recente, estão as ações a serem desenvolvidas pelo Instituto Chico Mendes de Conservação da Biodiversidade (ICMBio) para que a Flona atinja os seus objetivos de manejo. 

## Principais programas e conquistas
Como principais programas de manejo existentes na Flona, tem-se os seguintes, cujos principais objetivos encontram-se descritos em seguida :
- Programa de Administração e Comunicação: Garantir o funcionamento da Flona no que se refere aos recursos humanos, à infraestrutura, equipamentos, organização e controle dos processos administrativos e financeiros;
- Programa de Pesquisa : Definir as linhas de pesquisa condizentes com a necessidade de conhecimento sobre a UC e zona de amortecimento, a serem detalhados em projetos específicos;
- Programa de Manejo Florestal : Promover o uso múltiplo sustentável dos recursos florestais madeireiros e não madeireiros.
- Programa de Monitoramento Ambiental : Registrar e avaliar os resultados de fenômenos como alterações naturais ou induzidas na Flona e seu entorno com vistas ao manejo e proteção da área.
- Programa de Incentivo às Alternativas de Desenvolvimento e Regularização Ambiental da Zona de Amortecimento : Promover e apoiar a regularização ambiental das pequenas propriedades rurais que se encontram na Zona de Amortecimento e também, promover a integração da Flona do Trairão com áreas destinadas aos projetos de assentamento existentes, por exemplo;
- Programa de Recuperação de Ambientes Degradados : Estimular a recuperação ou restauração de áreas degradadas;
- Programa de Interpretação e Educação Ambiental : Criar, integrar e implementar atitudes de respeito e proteção aos recursos naturais e culturais da UC e sua zona de amortecimento;
- Programa de Regularização Fundiária : Realizar um diagnóstico acerca da situação fundiária da Flona, definindo estratégias para a efetivação do domínio e da posse da área
- Programa de Proteção e Fiscalização : Proteger os limites da Flona e seus recursos naturais contra medidas que possam causar impacto na UC.

Além dos programas existentes que contribuem para a estruturação da Unidade de Conservação, outros pontos significativos são considerados como fortes e promissores para o local, como a existência de cobertura florestal na quase totalidade da área da Flona e a consequente diversidade biológica atestada nos levantamentos de riqueza de fauna. 

### Socioambiental
Como forma de contribuir com a consolidação da Unidade, a predisposição dos moradores do entorno para desenvolver as atividades produtivas de forma legalizada e a percepção positiva da sociedade do entorno com relação à criação da Flona, ressaltam a necessidade de desenvolver o sentimento de pertencimento local, para valorização do ser, das atividades e do ambiente como um todo .

## Principais ameaças

### Exploração ilegal de madeira
Com o total identificado de desmatamento acumulado até 2021 sendo de 4165 hectares, a FLONA apresenta como uma das principais ameaças a exploração ilegal de madeira .

### Mineração e regularização fundiária
Outros pontos que ainda merece atenção são a exploração de minérios na área, a regularização fundiária (considerando a existência de propriedades produtivas no interior da Flona e a sobreposição com os Projetos de Desenvolvimento Sustentável locais existentes(PDS).

### Falta de representatividade do concelho consultivo
Outro aspecto identificado como ponto que dificulta a gestão da Unidade é que algumas pessoas ou grupos econômicos que atuam no interior da Flona não possuem representação no Conselho Consultivo da Flona, distanciando muitas vezes, as necessidades da realidade com a possível cominicação com o agente solucionador do problema.